# Angelo Peruzzi
Angelo Peruzzi, né le 16 février 1970 à Viterbe (Italie), est un footballeur italien qui évoluait au poste de gardien. Il était international italien (31 sélections entre 1995 et 2006). De 2016 à 2021, il occupe le poste de manager général à la Lazio Rome.

## Biographie
Celui que l'on surnommait Tyson ou encore Cinghialone met fin à sa carrière de footballeur à 37 ans après près de 20 ans de carrière professionnelle juste avant la clôture de la saison 2006-2007, le dimanche 29 mars 2007 au terme du derby romain face aux rivaux de l'AS Roma (score 0-0). 
Durant sa carrière, il aura joué trois finales consécutives de ligue des champions en 1996, en 1997 et 1998 avec la Juventus. Le 22 mai 1996, au stade olympique de Rome, il permet à son équipe de gagner contre l'Ajax 1-1 4 tab à 2 en arrêtant les tirs d'Edgar Davids et de Sonny Silooy. Il perd cependant les deux autres finales : à Munich contre Dortmund 3-1 en 1997 et à Amsterdam contre le Real Madrid 1-0 en 1998.

### En équipe nationale
Il débute en 1995 après la Coupe du monde 1994 où l'Italie termina deuxième. Il est choisi pour l'Euro 1996 en tant que premier gardien. 
Ensuite, il rate la Coupe du monde 1998 en France et l'Euro 2000 aux Pays-Bas et en Belgique pour blessures. 
Il refuse d'être le troisième gardien à la Coupe du monde 2002, poste qui reviendra à Christian Abbiati. Il est sélectionné pour l'Euro 2004 et la Coupe du monde 2006 en Allemagne où il mettra un terme à sa carrière internationale.

## Carrière
- 1986-1989 : AS Rome  Italie, 21 matches
- 1989-1990 : Hellas Vérone  Italie, 30 matches
- 1990-1991 : AS Rome  Italie, 5 matches
- 1991-1999 : Juventus  Italie, 301 matches
- 1999-2000 : Inter Milan  Italie, 37 matches
- 2000-2007 : Lazio Rome  Italie, 226 matches

## Palmarès

### En club
- Vainqueur de la Supercoupe d'Europe en 1996 avec la Juventus
- Vainqueur de la Coupe Intercontinentale en 1996 avec la Juventus
- Vainqueur de la Ligue des Champions en 1996 avec la Juventus
- Vainqueur de la Coupe de l'UEFA en 1993 avec la Juventus
- Champion d'Italie en 1995, en 1997 et en 1998 avec la Juventus
- Vainqueur de la Coupe d'Italie en 1995 avec la Juventus et en 2004 avec la Lazio Rome
- Vainqueur de la Supercoupe d'Italie en 1995, en 1997 avec la Juventus et en 2000 avec la Lazio Rome
- Finaliste de la Ligue des Champions en 1997 et en 1998 avec la Juventus
- Finaliste de la Coupe de l'UEFA en 1995 avec la Juventus
- Finaliste de la Coupe d'Italie en 2000 avec l'Inter Milan

### En Équipe d'Italie
- 31 sélections entre 1995 et 2006
- Vainqueur de la Coupe du Monde en 2006
- Participation au Championnat d'Europe des Nations en 1996 (Premier Tour) et en 2004 (Premier Tour)

### Distinctions individuelles
- Élu meilleur gardien de but de Série A en 1997, en 1998 et en 2007
- Élu Guerin d'oro par Guerin Sportivo en 1997
- Membre de l'équipe-type de l'année par l'ESM et 1997 et en 1998

## Distinction
Il est fait Grand officier de l'Ordre du Mérite de la République italienne le 12 décembre 2006, à l'initiative du Président du Conseil des Ministres.